# Episodi di Surface - Mistero dagli abissi
La prima e unica stagione della serie televisiva Surface - Mistero dagli abissi è andata in onda negli Stati Uniti dal 19 settembre 2005 al 6 febbraio 2006 su NBC. In Italia è stata trasmessa dall'11 aprile al 20 giugno 2006 su Fox. In chiaro è andata in onda su Italia 1 dal 7 luglio al 1º settembre 2007.
| nº | Titolo originale                                                             | Titolo italiano        | Prima TV USA      | Prima TV Italia |
| -- | ---------------------------------------------------------------------------- | ---------------------- | ----------------- | --------------- |
| 1  | There's Something Strange Going on in the World's Oceans                     | Paura sotto il mare    | 19 settembre 2005 | 11 aprile 2006  |
| 2  | The Mystery of the Ocean Is Now on Land                                      | Quarantena             | 26 settembre 2005 | 18 aprile 2006  |
| 3  | Things Are Heating Up Under the Ocean                                        | Criptozoologia         | 3 ottobre 2005    | 25 aprile 2006  |
| 4  | It Is Time to Track These Unidentified Species                               | La voragine misteriosa | 10 ottobre 2005   | 2 maggio 2006   |
| 5  | Who Turned Out the Lights                                                    | La fuga                | 17 ottobre 2005   | 9 maggio 2006   |
| 6  | Another One Bites the Dust                                                   | Gioco di morte         | 24 ottobre 2005   | 16 maggio 2006  |
| 7  | On the Run                                                                   | Una decisione sofferta | 7 novembre 2005   | 23 maggio 2006  |
| 8  | Submersible Setback                                                          | Condannato             | 14 novembre 2005  | 23 maggio 2006  |
| 9  | Race Against Time                                                            | S.O.S.                 | 21 novembre 2005  | 30 maggio 2006  |
| 10 | Laura and Rich Return from Plunge to the Ocean Floor - With No Boat In Sight | Naufraghi              | 28 novembre 2005  | 30 maggio 2006  |
| 11 | The Story's Out                                                              | Morte apparente        | 2 gennaio 2006    | 6 giugno 2006   |
| 12 | Fugitives on the Run                                                         | Manipolazione genetica | 9 gennaio 2006    | 6 giugno 2006   |
| 13 | Experiment Gone Awry                                                         | Verità nascoste        | 23 gennaio 2006   | 13 giugno 2006  |
| 14 | Fears Are Rising                                                             | Clone pericoloso       | 30 gennaio 2006   | 13 giugno 2006  |
| 15 | Who Will Be Left Behind                                                      | Ricominciare           | 6 febbraio 2006   | 20 giugno 2006  |